# Пезу-да-Регуа (район)
Пезу-да-Регуа (порт. Peso da Régua) — район (фрегезия) в Португалии, входит в округ Вила-Реал. Является составной частью муниципалитета Пезу-да-Регуа. По старому административному делению входил в провинцию Траз-уж-Монтиш и Алту-Дору. Входит в экономико-статистический субрегион Доуру, который входит в Северный регион. Население составляет 5080 человек на 2001 год. Занимает площадь 5,76 км².